# Charles Richard Patterson
Charles Richard Patterson (Virgínia, abril de 1833 - Greenfield, 26 de abril de 1910) foi um ativista dos direitos civis e industrial afro-americano. Foi um dos fundadores da "JP Lowe & Company", precursora da empresa automotiva "Patterson-Greenfield automobile". Nascido escravo, Charles Patterson é o primeiro e até hoje único negro a fundar uma montadora de veículos nos Estados Unidos.

## Biografia
Nascido escravo em uma plantação da Virgínia em 1833, mesmo antes do fim da escravidão nos Estado Unidos, já era liberto e morava em Greenfield, Ohio.
Em 1864 (ou 1865), casou-se com Josephine Utz, uma mulata de descendência alemã, e tiveram cinco filhos: Mary (nascida em 1866), Frederick Douglas (nascido em 1871), Dorothea (nascida em 1872), Samuel ( nascido em 1873) e Catherine (nascida em 1879).

### Empresário
Trabalhando na "Dines and Simpson Carriage and Coach Makers Company", em Greenfield no Estado de Ohio, uma vila conhecida por seus laços abolicionistas, aprendeu o ofício de ferraria. Junto com seu pai, Patterson tornou-se um ferreiro de carruagens muito requisitado.
Na década de 1860 conheceu o empresário do ramo de transporte (construtor de carruagens), James P. Lowe. Com James Lowe, como sócio majoritário, e Charles Grassley (dois caucasianos), Patterson fundou em 1873 a "JP Lowe & Company" para a fabricação de carruagens em Greenfield. Em 1888, a empresa já contava com dez empregados.
Com a crise econômica do Pânico de 1893, James Lowe vendeu suas ações (Grassley já não fazia parte da sociedade) e assim, Charles Richard tornou-se proprietário único da empresa. Neste mesmo ano, a razão social foi alterada para "CR Patterson, Son & Company" indicando a inclusão de um dos seus filhos (Samuel Richard Patterson) no gerenciamento da empresa. Em 1899, entrou para a empresa o seu filho Frederick Douglas, substituindo Samuel Richard que morreu neste mesmo ano.
Patterson desenvolveu e patenteou de alguns dispositivos, como: um acoplamento especial, em 1887, um rodízio de carruagem, em 1891, ou um painel de carruagem em 1905.
Na virada do século XIX para o século XX, a JP Lowe & Company empregava 50 pessoas e tinha a capacidade de fabricar 500 carruagens anuais.

### Ativismo
Charles Richard tornou-se ativista pelos direitos civis dos negros, após um episódio ocorrido com o seu filho Frederick Douglas (que posteriormente seria o primeiro afro-americano graduado na Greenfield High School), que foi impedido de se matricular numa escola pública em virtude da segregação racial. Com o fato, Charles abriu um processo no tribunal do condado de Highland contra a administração pública. A ação passou e ser notória pela decisão proferida, gerando jurisprudência, e ficou conhecida por "Patterson vs The Board of Education". O veredicto final ocorreu em abril de 1887, dando ganho de causa para os Patterson e a garantia dos estudos em escolas públicas de todos os seus filhos. A partir deste ocorrido, Charles dispensou muito tempo da sua vida pela causa.

### Morte
No mês em que completou 77 anos de vida, Charles Richard Patterson morreu (26 de abril de 1910), deixando um legado de vida incomparável para a época.

## Empresa automotiva

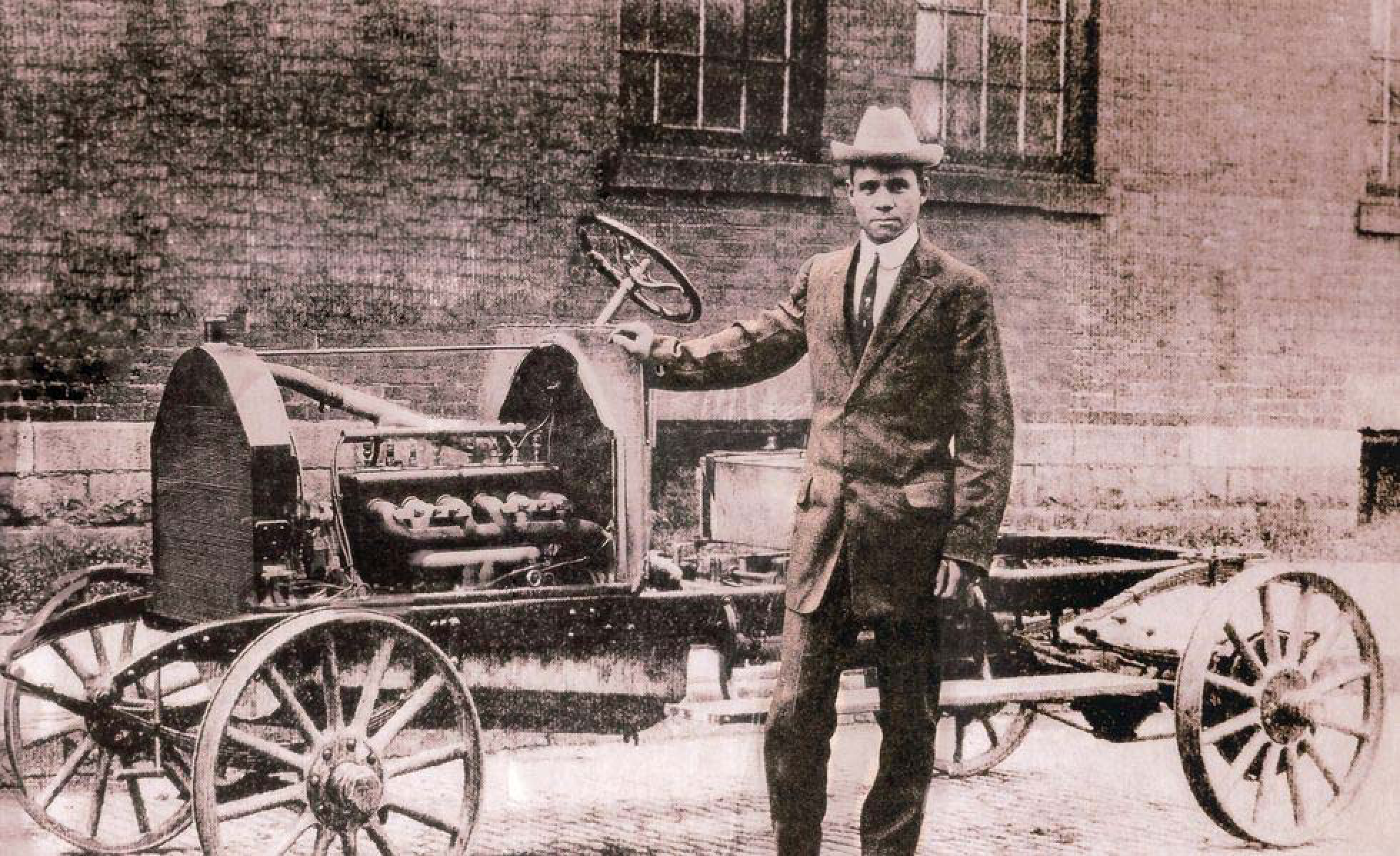
Chassi inacabado de um Patterson-Greenfield da "Patterson-Greenfield automobile", com motor Continental de quatro cilindros

Com a morte de Charles Richard Patterson, em 1910, seu filho Frederick Douglas assumiu a empresa e começou a diversificar os negócios. Primeiro, começou a oferecer serviços de conserto de automóveis. Paralelamente a oficina, iniciou o projeto de fabricação de um automóvel com a marca própria, que foi apresentado em 1914.
Em 23 de setembro de 1915, foi lançado a marca "Patterson-Greenfield" (da empresa "Patterson-Greenfield automobile") juntamente com um modelo coupé de duas portas, motor Continental de quatro cilindros e 30 cavalos de potência, muito similar ao Ford Modelo T.
Estima-se que a empresa fabricou, entre 1915 e 1918, algo em torno de 30 a 150 automóveis. Em 1918, a produção foi interrompida e a empresa dedicou-se somente no serviços de manutenção de carros. O retorno da produção só ocorreu na década de 1920, agora na fabricação de carrocerias de caminhões e ônibus, além de carrocerias especiais, como carro funerário, carros para transporte de gelo, pães e leite, entre outros, que eram montadas em chassis de outros fabricantes. Com esta retomada, a empresa foi renomeada para "Greenfield Bus Body Company".
Em 1932, aos 61 anos, morreu Frederick Douglas e seu filho, Postell Patterson (1906–1981) assumiu a presidência da empresa. Em 1938, a empresa novamente foi rebatizada para "Gallia Body Company", agora em nova sede, pois a empresa foi transferida para o Condado de Gallia, na tentativa de um aporte financeira junto a comunidade para sanar as suas dívidas. O ato não teve o efeito esperado e em 1939 a empresa fechou as portas.